# Bară

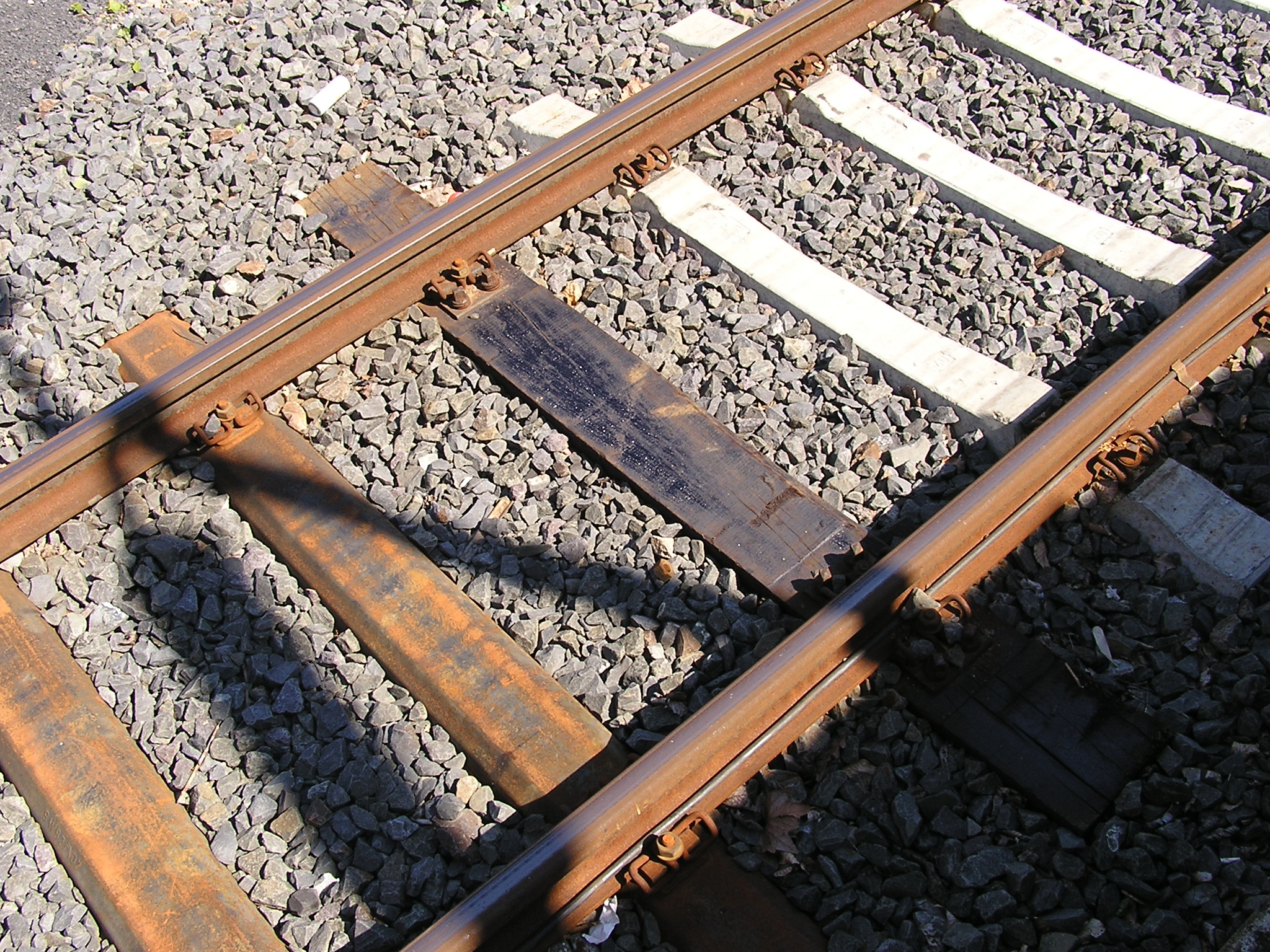
Atât șinele de cale ferată, cât și traversele sunt exemple de bare

În rezistența materialelor o bară este un corp cu una dintre dimensiuni (lungimea) mult mai mare decât celelalte două dimensiuni (lățimea și grosimea).

## Descriere
Pentru necesitățile de calcul, barele sunt schematizate. De-a lungul dimensiunii maxime se consideră axa longitudinală. Secțiunile transversale sunt secțiuni plane, normale (perpendiculare) pe axa longitudinală. Locul geometric al centrelor de greutate ale secțiunilor transversale este considerat fibra medie, care de obicei poate fi aproximată cu axa longitudinală. După forma fibrei medii, barele pot fi drepte, curbe (curbe în plan) sau strâmbe (curbe în spațiu, în două direcții).
Barele pot fi cu secțiune constantă sau cu secțiune variabilă. Dintre barele cu secțiune variabilă, un interes particular îl prezintă bara de egală rezistență la care la sarcinile utile se adaugă solicitările datorită forțelor gravitaționale.

## Terminologie
În funcție de tipul solicitărilor, barele au denumiri specifice:
- tiranți pentru cele solicitate la întindere;
- stâlpi pentru cele solicitate la compresiune;
- grinzi pentru cele solicitate la încovoiere;
- arbori pentru cele solicitate la torsiune.

Dacă barele sunt așa de subțiri încât sunt solicitate doar la întindere, neopunând vreo rezistență la alte tipuri de solicitări, se vorbește despre fire.
În mecanismele articulate barele sunt denumite după funcția lor:
- manivela este o bară care execută o mișcare de rotație completă în jurul unei articulații a sa;[9]
- balansierul este o bară care transmite o mișcare oscilatorie între două elemente ale unui mecanism;[10]
- tija este o bară subțire de legătură sau de ghidare.[11]

Din punct de vedere al rezistenței materialelor barele sunt elementele cele mai simple de calculat. De obicei schematizarea este formată din fibra medie și reazeme. Reazemele pot fi articulate fixe, articulate mobile sau încastrări.

## Bare de oțel
Barele de oțel se realizează cu diferite secțiuni: rotundă, pătrată, dreptunghiulară, țeavă, cheson (țeavă pătrată) sau cu diferite profile: cornier cu aripi egale sau inegale, U, I.

## Imagini

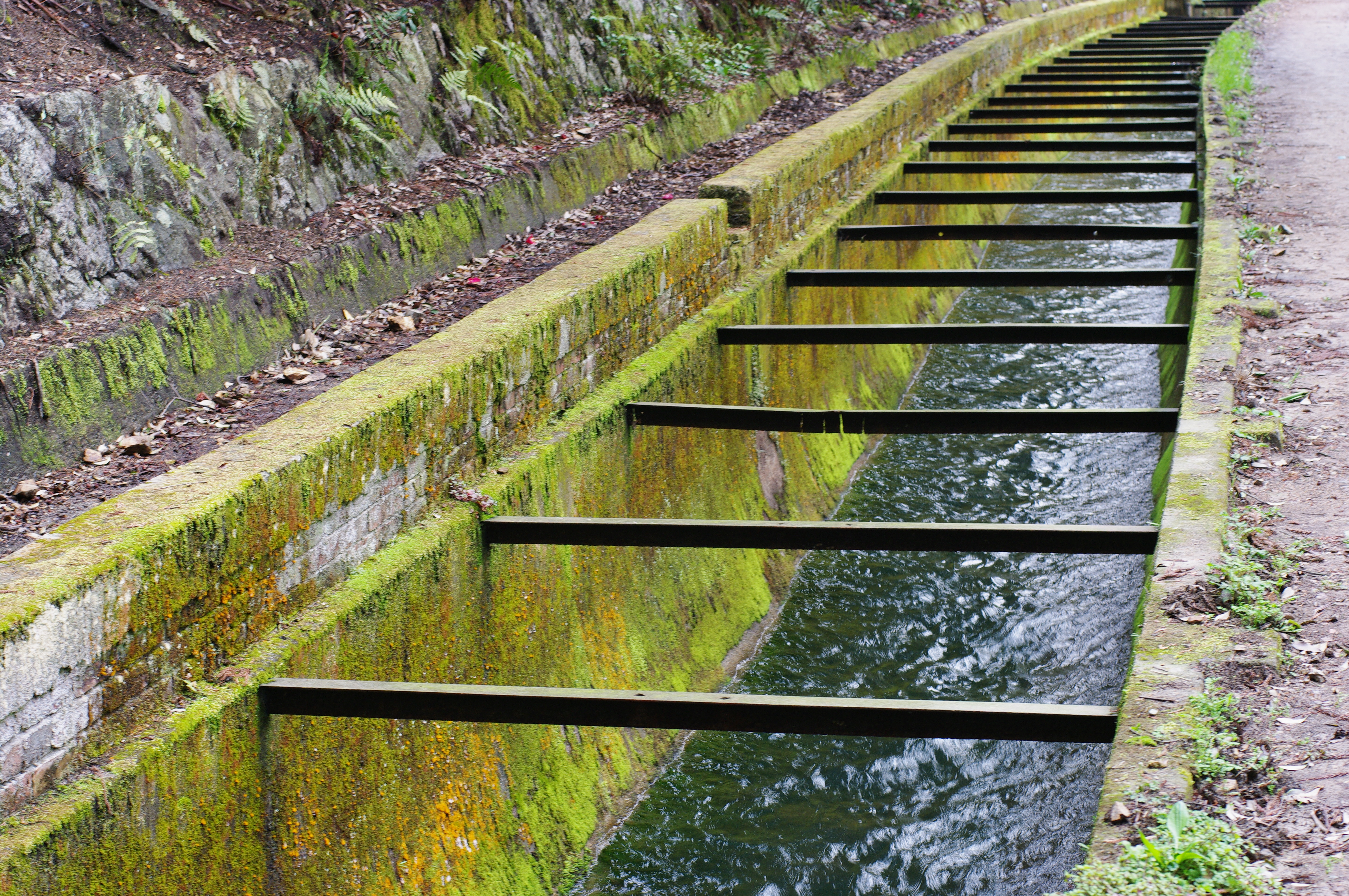
Bare încastrate în pereții unui canal
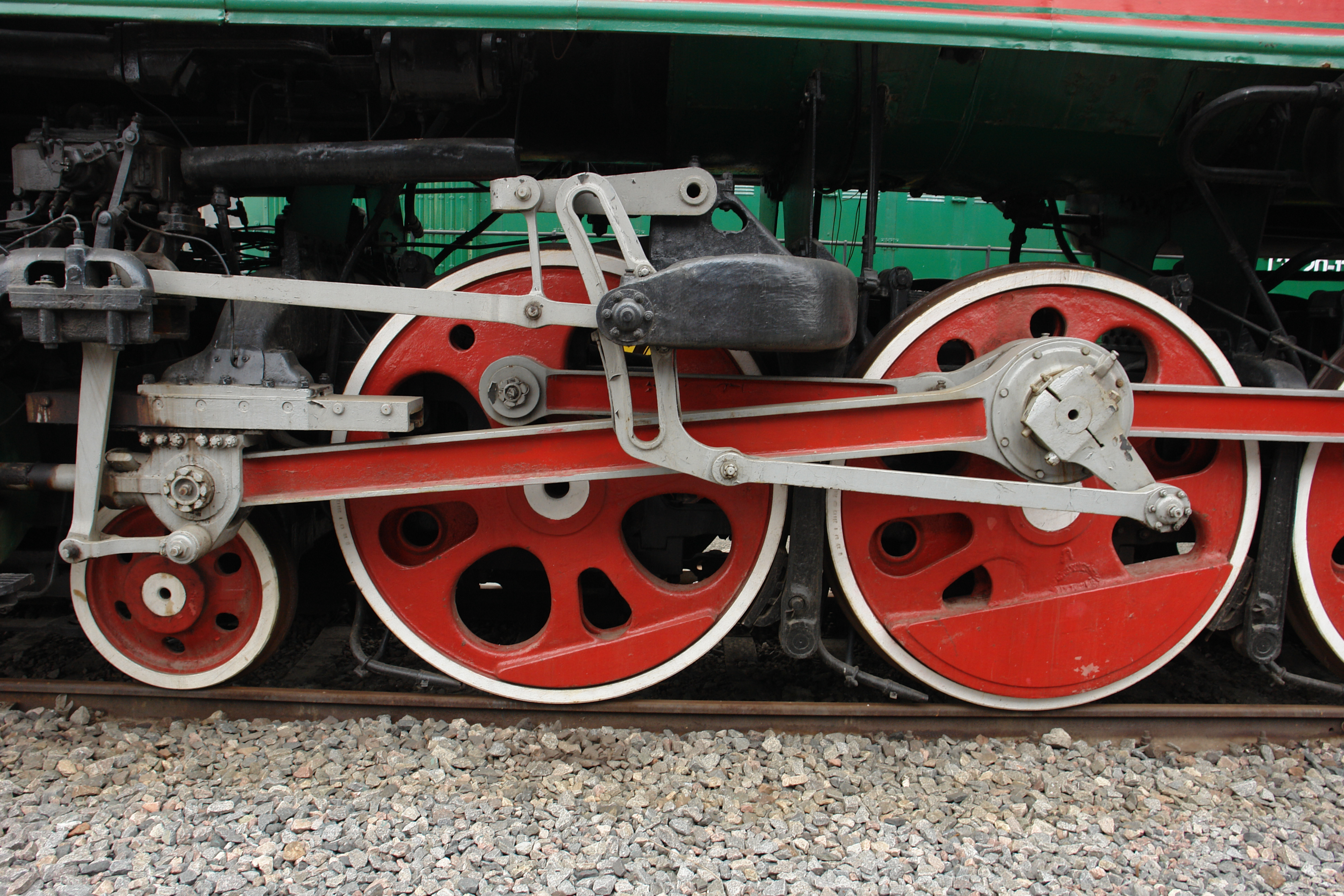
Bare din mecanismele de transmisie și distribuție ale unei locomotive cu abur
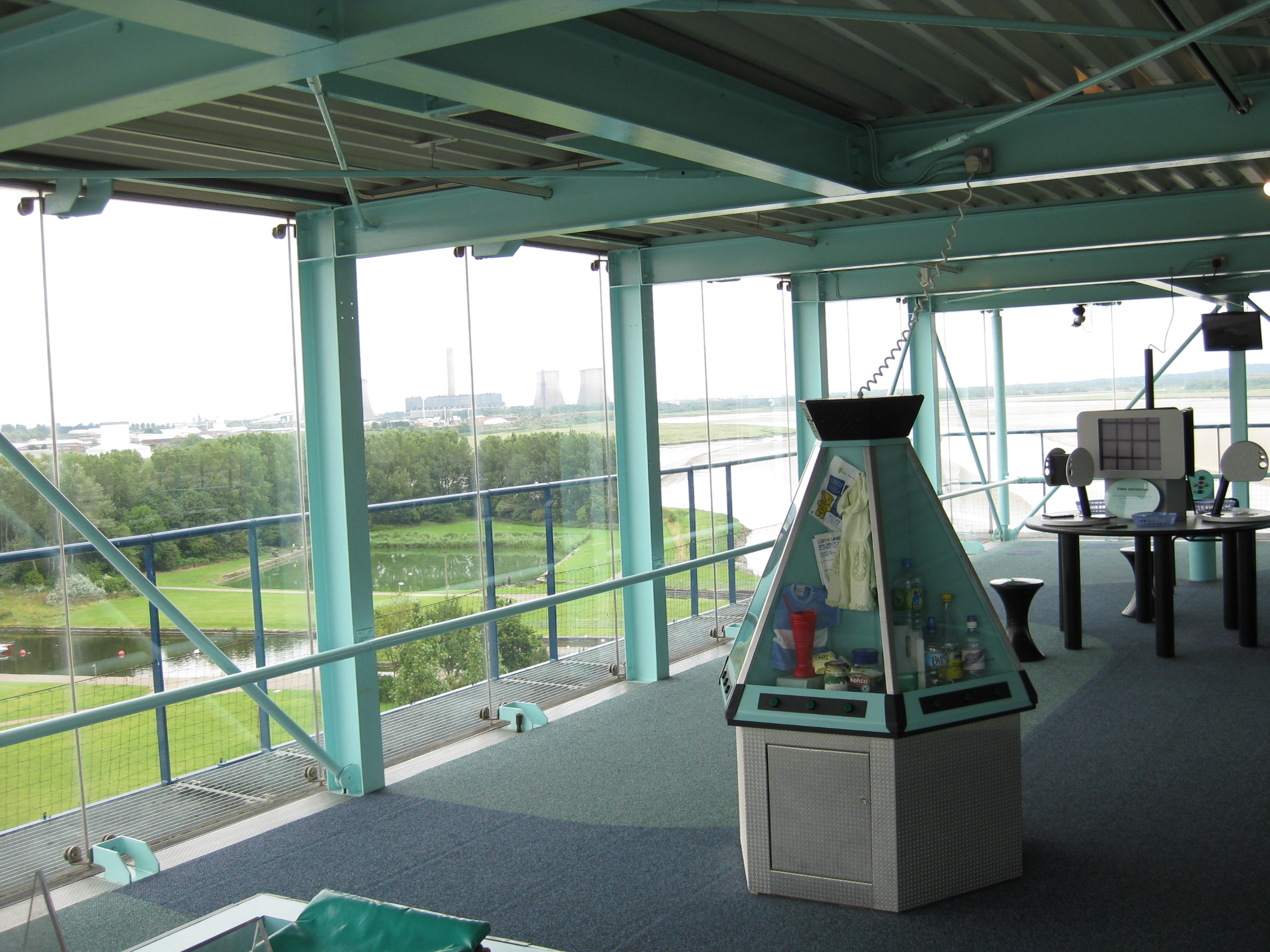
Stâlpi și grinzi metalice
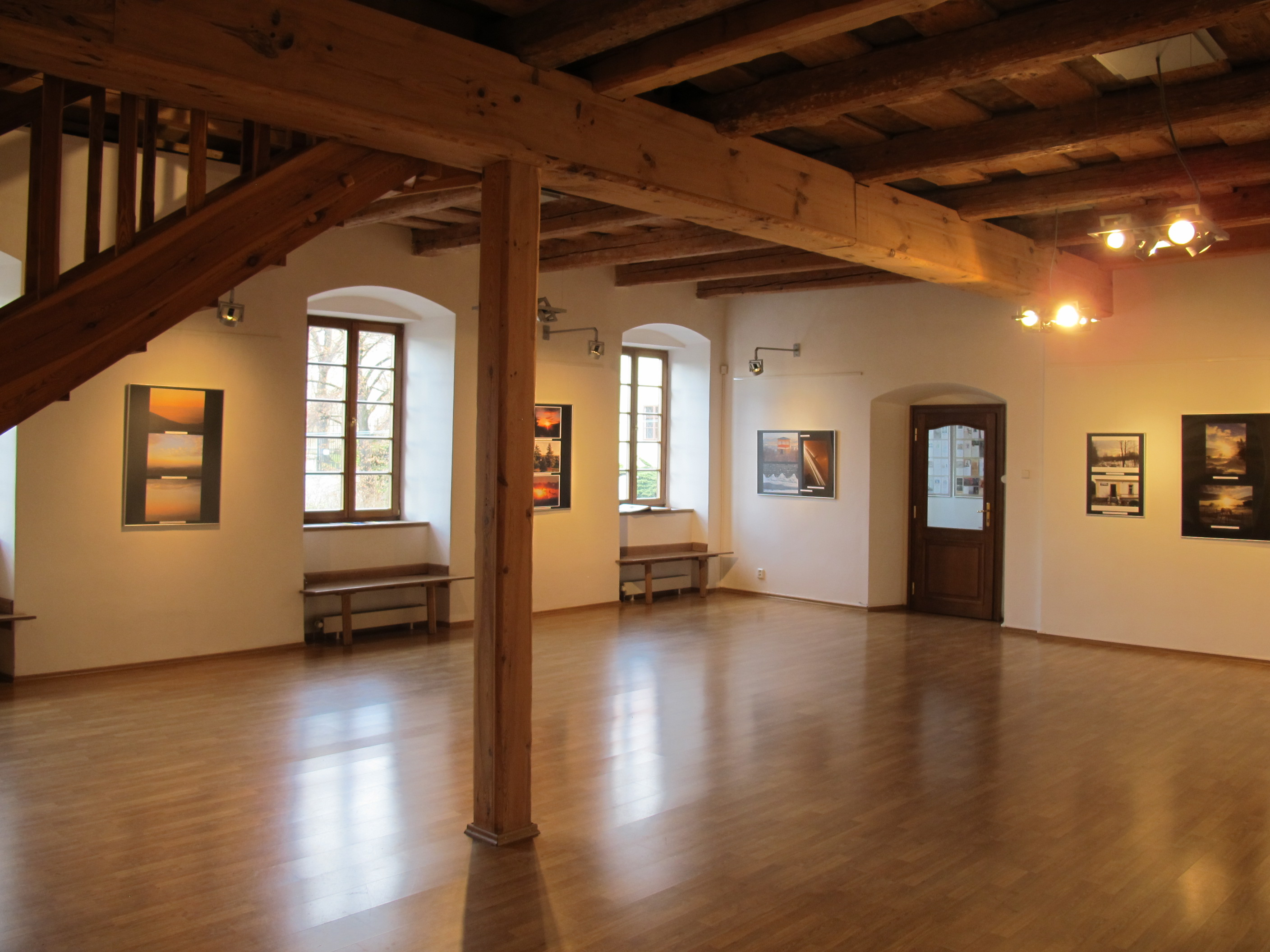
Stâlpi și grinzi de lemn

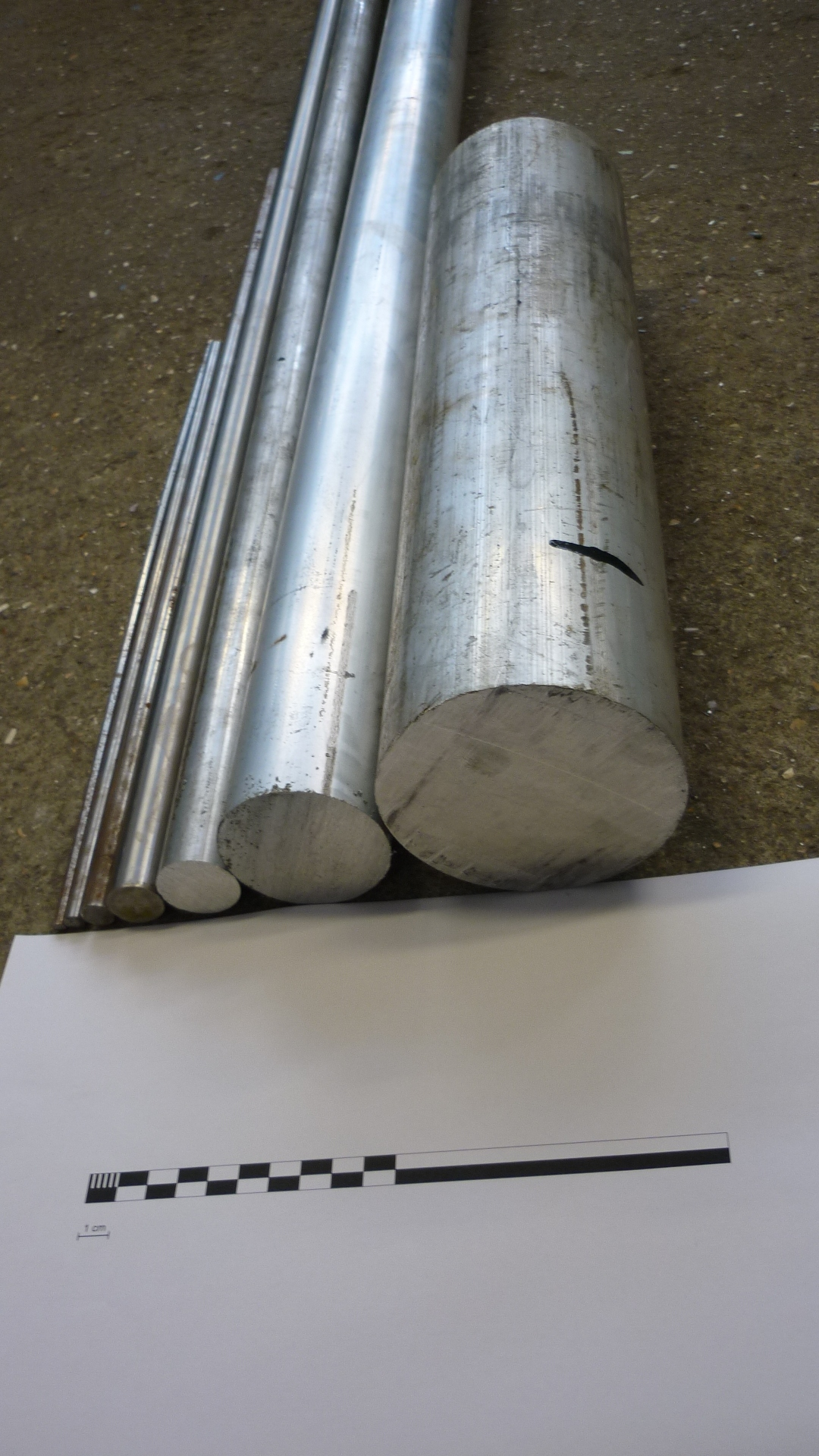
Bare rotunde
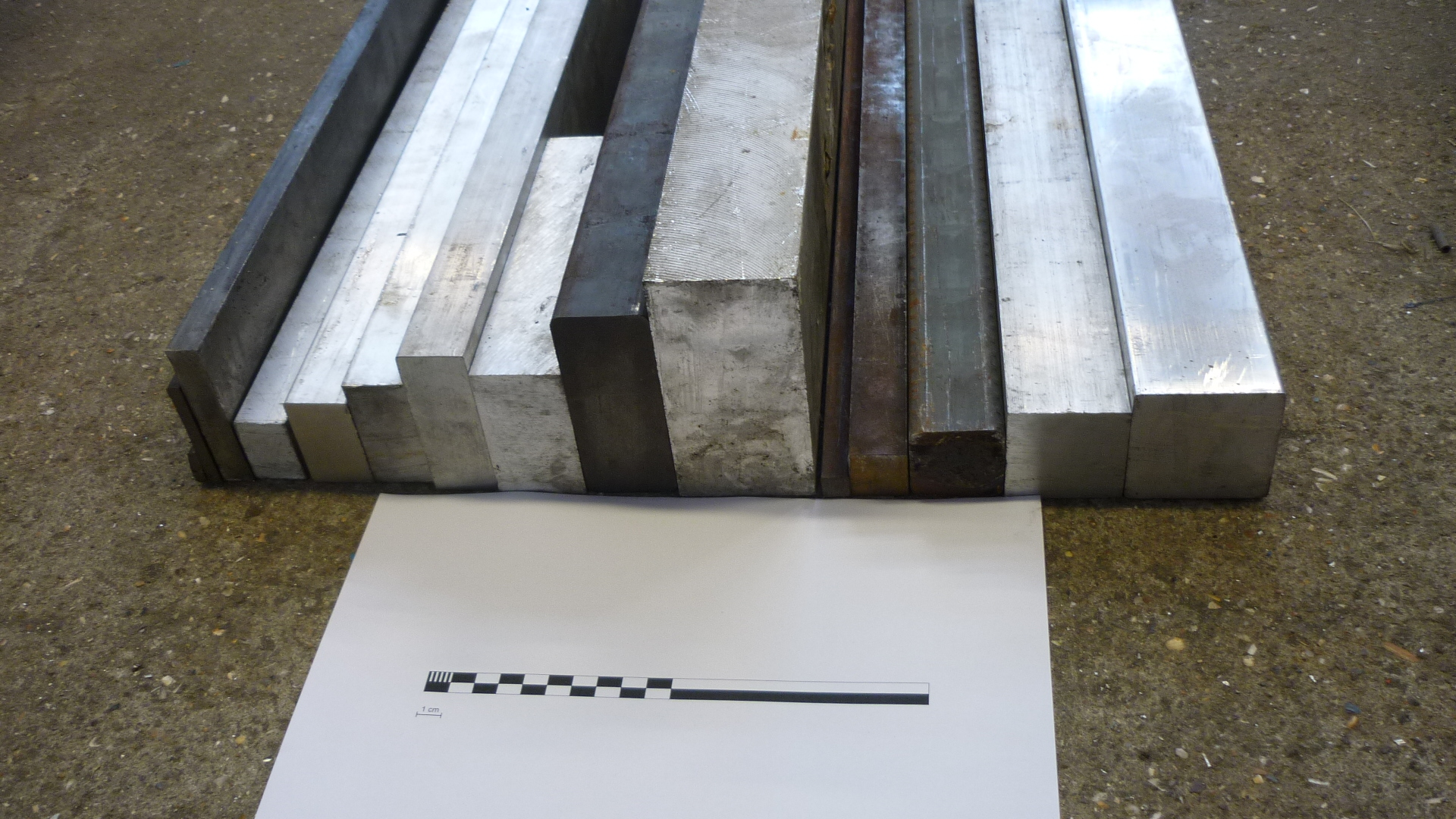
Bare dreptunghiulare
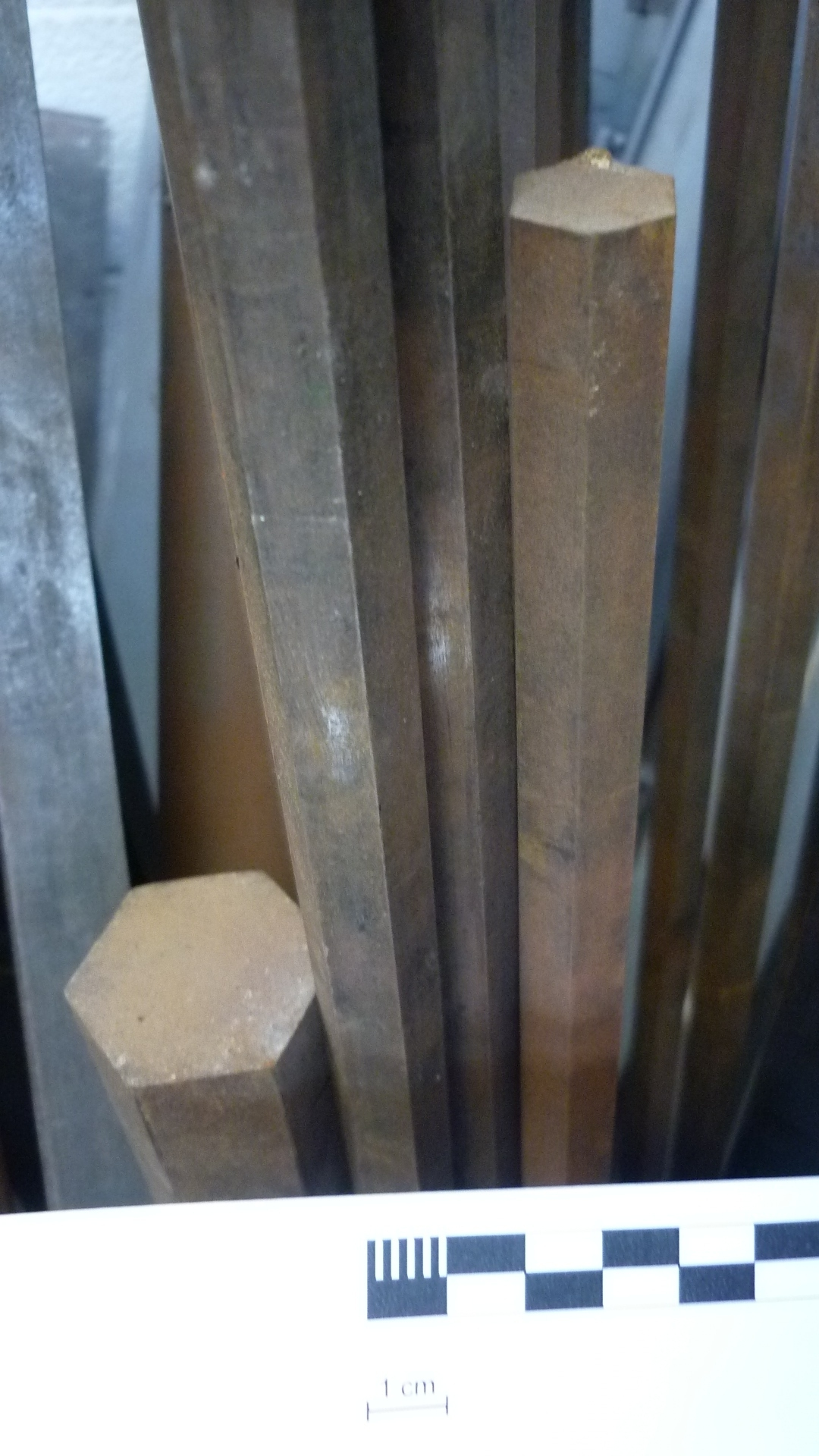
Bare hexagonale
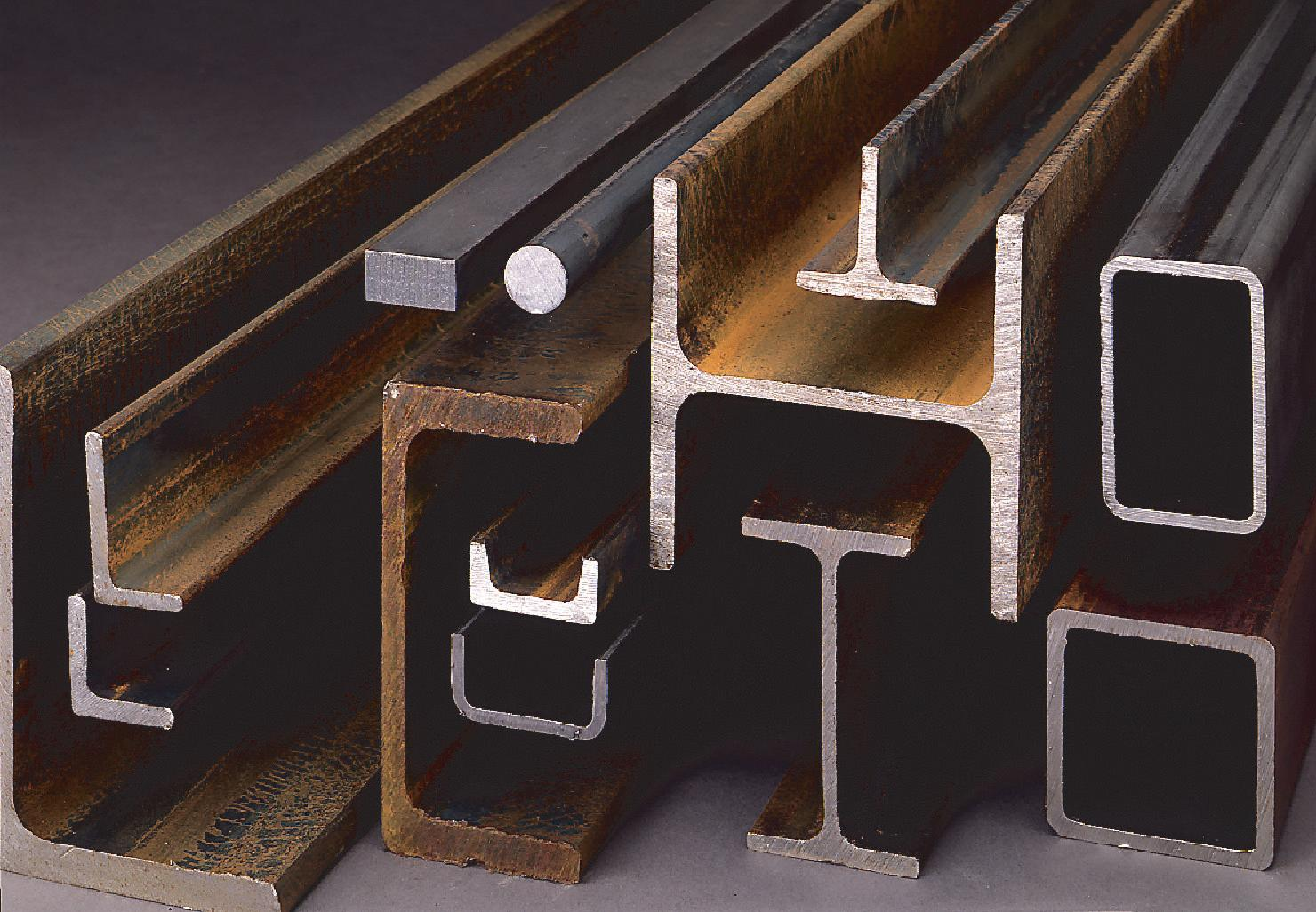
Bare metalice cu diferite profile: L, L cu aripi inegale, rotunde, U, I, T, cheson
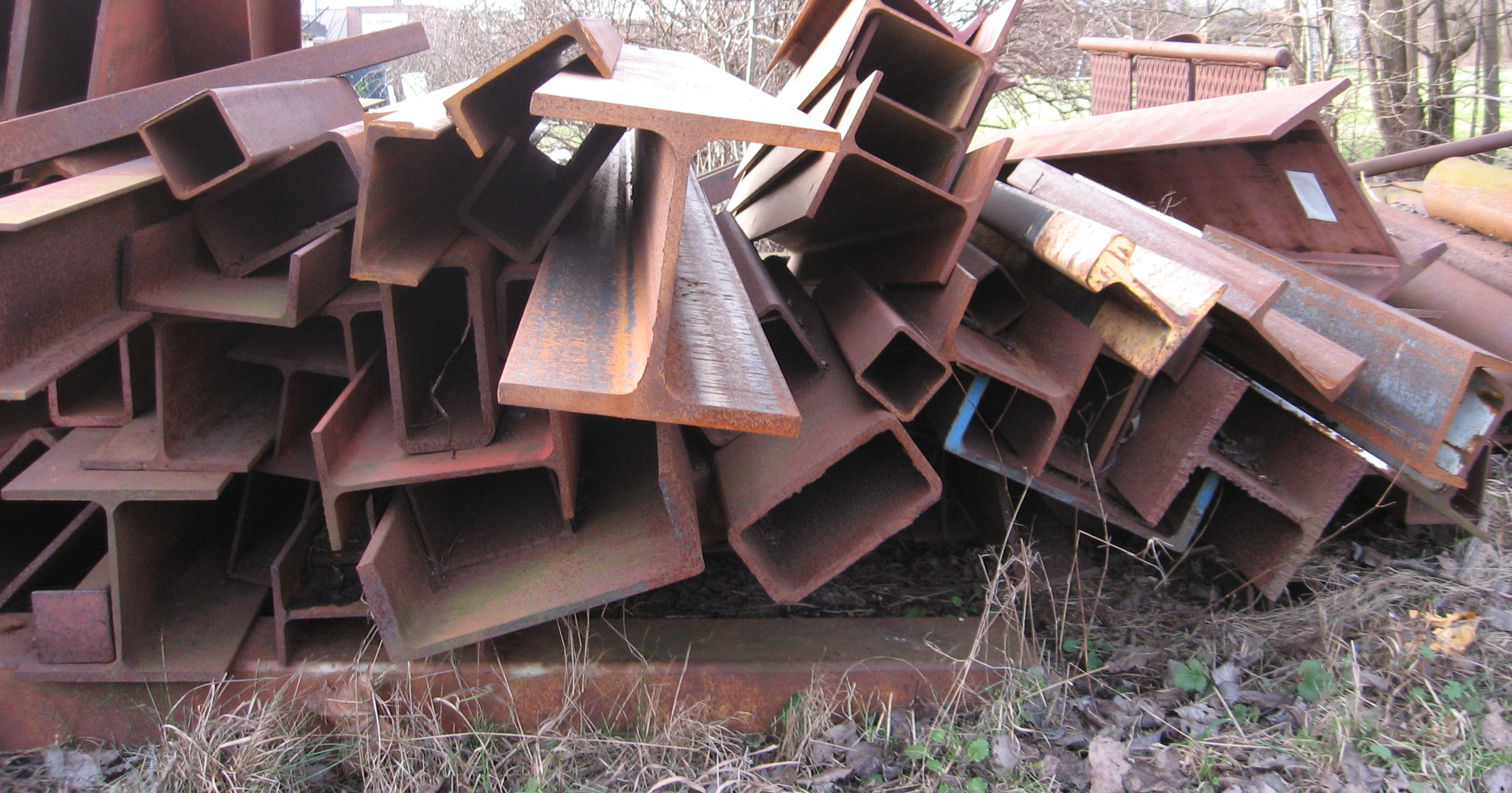
Bare metalice cu diferite profile: cheson, I, U, șină